# Zatrostyniec
Zatrostyniec – część wsi Orzeszkowo w Polsce położona w województwie podlaskim, w powiecie hajnowskim, w gminie Hajnówka.
W latach 1975–1998 Zatrostyniec administracyjnie należał do województwa białostockiego.